# Sermer György
Sermer György (Szeged, 1932. október 25. – Budapest, 2018. január 11.) magyar ökölvívó játékvezető, a Magyar Ökölvívó Szakszövetség elnöke, szervizvezető, elnök-vezérigazgató.

## Élete
Vallásos zsidó családban született. Budapesten, az Abonyi úti gimnázium tornatermében Adler Zsigmond és Kaltenecker József edzők keze alatt ismerkedett meg az ökölvívással. Nem volt igazán tehetséges, inkább csak edzőpartnerként segítette másodosztályú csapatát.
1958-ban elvégezte a Népsportban meghirdetett bírói tanfolyamot, majd bejárta a ranglétrát: szpíker, időmérő, pontozó, majd vezetőbíró lett. Két évvel később már a belgrádi jugoszláv–magyar nemzetközi csapattalálkozón működött közre. III. osztályú bírói vizsgát még abban az évben tett, majd gyorsan haladt felfelé a szamárlétrán, 1963-ban a moszkvai Eb-n már AIBA R/J vizsgát tett, az 1964. évi nyári olimpiai játékokon, Tokióban is bíráskodott. Négy olimpián vezetett vagy pontozott mérkőzéseket (1964, 1972, 1980, 1984), a következő négyen pedig bíróküldőként vagy zsűritagként dolgozott. Az aktív bíráskodást harminc éves szolgálat után, 1983-ban fejezte be.
Első olimpiáján világszenzáció részese lett, ui. mint vezetőbíróra, rátámadt Valentin Loren bokszoló. Az előzmény az volt, hogy sorozatos szabálytalanságok miatt leléptette a pehelysúlyú spanyolt a tajvani Hung Cseng-szu ellen.

„Csak alkarosakat meg tenyereseket ütött a spanyol. Az előírásoknak megfelelően többször figyelmeztettem, majd megintettem, s amikor továbbra is tenyérrel vágott oda, a második menetben leléptettem. Nem tudta, hogy mi történt, az edzője magyarázta el neki, erre nekem esett. Igazából nem talált el rendesen, mert beugrottak a ringbe és lefogták, de az esetről látványos fotók készültek, amelyek bejárták a nagyvilágot.”

Az eset után példát statuáltak, a spanyol bokszolót örökre eltiltották az ökölvívástól.

„Döntőt azért nem vezettem, mert egy akkori hülye szabály szerint szomszédos ország képviselője esetén ez tilos volt, s hét szovjet jutott a fináléba. Pontoznom viszont lehetett. A bíráskodás szenvedély volt számomra, nagyon nehezen nyugodtam bele, amikor abba kellett hagynom.”

Az ő javaslatára került sor az első junior kontinensbajnokságra, Miskolcon, 1970-ben. Pályafutása legnagyobb elismerésének az 1980-as Akropolisz-kupán való részvételét tartotta. A moszkvai olimpia előtt a görög vezetők a világ két legjobb semleges bírájaként az NDK-s Joachim Wolfot és őt kérték föl. Ez számára többet ért minden kitüntetésnél.
Hét világbajnokságon és tizenegy Európa-bajnokságon is viselt tisztséget. 1978-tól EABA VB tag, 1982-től az AIBA-bíróbizottság tagja, 1964 és 1989 között a MÖSZ bíróbizottság elnöke, 1990-től 1996. október 15-ig pedig a Szakszövetség elnöke volt. Akkor, 64 évesen leköszönt a MÖSZ elnöki posztjáról, s civil munkájából, az Orion-Herrnböck elnök-vezérigazgatói állásából is nyugdíjba ment. A sportnak azonban nem mondott búcsút. 2008-tól mint a Vasas-Süllős ökölvívó szakosztály technikai igazgatójaként dolgozott.
Életének 86. esztendejében, Budapesten hunyt el. Az MTK örökös szurkolója volt.

## Elismerése
- 2012-ben MÖSZ-érdemérmet kapott.

## Családja
Egy fia, György (1954) és egy lánya, Eszter (1958) született.